# 대한민국 민법 제354조
대한민국 민법 제354조는 동전에 대한 민법총칙 조문이다. 본 조문은 2001년 12월 29일에 개정되었다.

## 조문
제354조(동전) 질권자는 전조의 규정에 의하는 외에 민사집행법에 정한 집행방법에 의하여 질권을 실행할 수 있다.

第354條(同前) 質權者는 前條의 規定에 依하는 外에 민사집행법에 定한 執行方法에 依하여 質權을 實行할 수 있다.

## 참고 문헌
- 오현수, 일본민법, 진원사, 2014. ISBN 978-89-6346-345-2
- 오세경, 대법전, 법전출판사, 2014 ISBN 978-89-262-1027-7
- 이준현, LOGOS 민법 조문판례집, 미래가치, 2015. ISBN 979-1-155-02086-9